# 塞维利亚市政厅

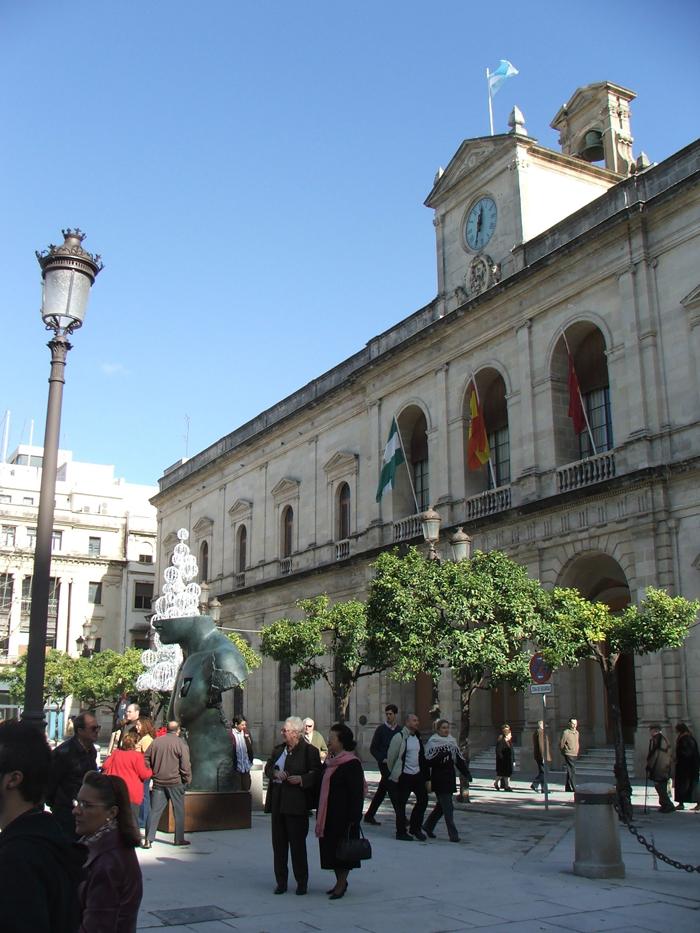
立面

塞维利亚市政厅（西班牙语：Casa consistorial de Sevilla）是西班牙塞维利亚市的四个政府机构之一。这座历史建筑是科尔多瓦建筑最显著的例证之一。它东面面临圣方济各广场，西面面临新广场（Plaza Nueva）。塞维利亚市政厅由迭戈·里亚尼奥（Diego de Riaño）始建于15世纪，毗邻方济各会修道院，两个楼层雕有历史和神话题材的浮雕，表现塞维利亚城市的创建者，Hercules 和恺撒。19世纪，德梅特里奥·德·洛斯·里奥斯和巴尔维诺·马龙在面对新广场设计了一个新古典主义风格的新的立面。有两个内部庭院和一个大楼梯。

Distritos de Sevilla y municipios limítrofes.